# Воля (Брянская область)
Воля — исчезнувший посёлок в Рогнединском районе Брянской области России. Входил в состав Шаровичского сельского поселения. Упразднён в 2006 году.

## География
посёлок располагался на левом берегу реки Снопот (приток реки Десна), на расстоянии приблизительно 1,5 км на западк по прямой от деревни Шаровичи.

## История
Упразднен законом от 29 декабря 2006 года № 128-З как фактически не существующий в связи с переселением всех жителей на постоянное место жительства в другие населённые пункты.

## Население
Согласно результатам переписи 2002 года, в национальной структуре населения русские составляли 100 % из 2 человек.